# فلوسیلازول
فلوسیلازول (به انگلیسی: Flusilazole) با فرمول شیمیایی C۱۶H۱۵F۲N۳Si یک ترکیب شیمیایی با شناسه پاب‌کم ۷۳۶۷۵ است.